# Jugendarrest
Jugendarrest ist ein im deutschen Jugendstrafrecht als Folge einer Jugendstraftat vorgesehenes Zuchtmittel (§ 13 Abs. 2 Nr. 3 Jugendgerichtsgesetz – JGG), mit dessen Anordnung und Vollzug einem jugendlichen Straftäter eindringlich bewusst werden soll, dass er für das von ihm begangene Unrecht einzustehen hat – wenn einerseits die Anordnung von Erziehungsmaßregeln nicht ausreicht, andererseits eine Jugendstrafe (noch) nicht geboten ist.
Der Jugendarrest wurde 1940 durch die Verordnung zur Ergänzung des Jugendstrafrechtes eingeführt und 1943 in das Reichsjugendgerichtsgesetz eingefügt. Seitdem hat sich wenig an den Vorschriften zur Verhängung von Jugendarrest geändert – lediglich die Maximalzahl der Freizeitarreste wurde 1990 von vier auf zwei abgesenkt.
Seit dem 7. März 2013 kann Jugendarrest auch als sogenannter Warnschussarrest verhängt werden, das heißt, gekoppelt mit einer zur Bewährung ausgesetzten Jugendstrafe. Davon soll abgesehen werden, wenn der Jugendliche schon einmal Dauerarrest verbüßt hat oder sich länger in Untersuchungshaft befunden hat.
Jugendarrest kann auch – als sogenannter „Ungehorsamsarrest“ – nach schuldhafter Zuwiderhandlung gegen richterliche Weisungen (§ 11 Abs. 3 JGG) und bei schuldhafter Nichterfüllung richterlicher Auflagen (§ 15 Abs. 3 JGG) verhängt werden.
Jugendarrest hat nicht die Rechtswirkungen einer Strafe (§ 13 Abs. 3 JGG) und wird daher auch nicht im Führungszeugnis des Betroffenen vermerkt. Jugendarrest kann nicht zur Bewährung ausgesetzt werden. (§ 87 Abs. 1 JGG)

## Arten des Jugendarrests
Jugendarrest kann als Freizeitarrest, Kurzarrest oder Dauerarrest (§ 16 JGG) angeordnet bzw. verhängt werden:
- Der Freizeitarrest (umgangssprachlich auch Wochenendarrest) erstreckt sich auf die wöchentliche Freizeit des Jugendlichen und wird auf eine oder zwei Freizeiten bemessen.
- Der Kurzarrest wird statt des Freizeitarrestes verhängt, wenn dies aus Erziehungsgründen zweckmäßig ist und Ausbildung oder Arbeit des Jugendlichen nicht beeinträchtigt werden. Zwei Tage Kurzarrest entsprechen einer Freizeit.
- Der nach vollen Tagen oder Wochen zu bemessende Dauerarrest dauert mindestens eine Woche und höchstens vier Wochen.

## Vollzug des Jugendarrests
Der Vollzug des Jugendarrestes „soll das Ehrgefühl des Jugendlichen wecken und ihm eindringlich zum Bewußtsein bringen, daß er für das von ihm begangene Unrecht einzustehen hat“, er „soll erzieherisch gestaltet werden“ und er „soll dem Jugendlichen helfen, die Schwierigkeiten zu bewältigen, die zur Begehung der Straftat beigetragen haben“ (§ 90 Abs. 1 JGG).
Der Jugendarrest wird – für männliche und weibliche Jugendliche getrennt – in Freizeitarresträumen oder in Jugendarrestanstalten (JAA) der Justizverwaltungen der Länder vollzogen – in der Regel unmittelbar nach Rechtskraft des Urteils und nach den näheren Bestimmungen der Jugendarrestvollzugsordnung des betreffenden Bundeslandes. Die früher geltende bundeseinheitliche Jugendarrestvollzugsordnung wurde außer Kraft gesetzt.
Jugendarrest muss innerhalb der in § 87 Abs. 4 JGG festgelegten Frist von einem Jahr vollstreckt werden – danach ist die Vollstreckung nicht mehr zulässig.

## Ausnahmen vom Jugendarrest
Von Jugendarrest wird abgesehen, wenn durch die Unterbringung in einem psychiatrischen Krankenhaus oder in einer Entziehungsanstalt eine Ahndung durch den Jugendrichter entbehrlich ist (§ 5 Abs. 3 JGG).
Wird Hilfe zur Erziehung (§ 12 Nr. 2 JGG in Verbindung mit § 34 SGB VIII) angeordnet, so darf Jugendarrest damit nicht verbunden werden (§ 8 Abs. 1 Satz 2 JGG).

## Statistik
Im Jahr 2017 gab es 10.072 Verurteilungen zu Jugendarrest. In über der Hälfte der Fälle (5.395) wurde Dauerarrest angeordnet. Der Freizeitarrest bildet mit 3.487 Verurteilungen die zweitgrößte Gruppe. Der Kurzarrest hat mit einer Anzahl von 544 Anordnungen eine quantitativ untergeordnete Relevanz. Der 2013 eingeführte Jugendarrest neben zur Bewährung ausgesetzter Jugendstrafe wurde in 646 Fällen verhängt.